# Sainte-Radegonde (Gers)
Sainte-Radegonde è un comune francese di 191 abitanti situato nel dipartimento del Gers nella regione dell'Occitania.

## Società

### Evoluzione demografica
Abitanti censiti